# Grigore Socolescu
Grigore Socolescu (ur. 7 sierpnia 1905 w Bukareszcie, zm. w 1995) – rumuński bobsleista, uczestnik Zimowych Igrzysk Olimpijskich w Sankt Moritz w 1928.

## Igrzyska olimpijskie
Grigore Socolescu uczestniczył zimowych igrzyskach olimpijskich w 1928 w szwajcarskim Sankt Moritz. Na tych igrzyskach wystąpił w jedynej bobslejowej konkurencji – piątkach, prekursorze bobslejowych czwórek. Drugi bobslej reprezentacji Rumunii w składzie Grigore Socolescu, Mircea Socolescu (jego brat), Ion Gavăț, Toma Petre Ghițulescu, Traian Nițescu, w fatalnych warunkach atmosferycznych, zajęła 7. miejsce. Zawody podwójnie wygrała reprezentacja Stanów Zjednoczonych, trzecie miejsce zdobyli reprezentanci Niemiec.
Były to jedyne igrzyska olimpijskie w karierze tego bobsleisty.